# Biedesheim
Biedesheim là một xã thuộc thuộc huyện Donnersberg, Đức. Xã Biedesheim có diện tích 6,32 km², dân số thời điểm ngày 31 tháng 12 năm 2006 là 668 người.